# Sekirna Spur
Der Sekirna Spur (englisch; bulgarisch връх Секирна wrach Sekirna) ist ein felsiger, teilweise unvereister und 600 m hoher Berg an der Oskar-II.-Küste des Grahamlands auf der Antarktischen Halbinsel. Er ragt 3,05 km südsüdöstlich des Govedare Peak, 10,43 km westsüdwestlich des Mount Quandary und 10,05 km nördlich des Pirne Peak am südöstlichen Ausläufer des Zagreus Ridge auf. Der Hektoria-Gletscher liegt nordöstlich und südöstlich, der Paspal- und der Green-Gletscher westlich und südlich von ihm.
Britische Wissenschaftler kartierten ihn 1978. Die bulgarische Kommission für Antarktische Geographische Namen benannte ihn 2013 nach den Ortschaften Gorna Sekirna und Dolna Sekirna im Westen Bulgariens.